# Gumtha
Gumtha (en népalais : गम्था) est un comité de développement villageois du Népal situé dans le district de Mugu. Au recensement de 2011, il comptait 2 598 habitants.